# Federação Nacional dos Jornalistas
A Federação Nacional dos Jornalistas (FENAJ) é uma entidade brasileira criada em 20 de setembro de 1946 para representar a categoria dos jornalistas no país. A FENAJ conta com mais de 40 mil profissionais associados em seus 27 sindicatos estaduais e 4 municipais.

## História

### 1969–1999
Em 1969, com a regulamentação profissional dos jornalistas, previsto no AI-5, a ditadura, com a intenção de atrelar a categoria ao regime, acabou acatando uma exigência antiga em vários congressos da FENAJ.
Durante a Assembleia Nacional Constituinte, no processo de redemocratização do país, a FENAJ coordenou a Frente Nacional por Políticas Democráticas de Comunicação formada para garantir dispositivos legais que perpetuassem estímulos à democratização da informação. A Assembleia, entretanto, sofreu constantes pressões do lobby dos oligopólios da comunicação – a chamada "bancada da mídia". Uma das poucas vitórias da FENAJ no enfrentamento dos grandes grupos de mídia na Constituição de 1988 foi o Conselho de Comunicação Social (CCS), órgão auxiliar do Congresso composto por representações dos trabalhadores, empresários de comunicação e da sociedade civil, que levou mais de uma década para ser efetivamente implementado.
A partir da experiência na Assembleia Constituinte, a FENAJ criou em 1991 o Fórum Nacional pela Democratização da Comunicação (FNDC), articulação de mais de 80 entidades da sociedade civil coordenada pela FENAJ com o objetivo de constituir políticas públicas e ações práticas para a área das comunicações, bem como reconstituir nacionalmente uma cultura brasileira alicerçada na diversidade de identidades e produções regionais. No ambiente do FNDC, a FENAJ propôs pela primeira vez, em 1994, o estímulo à criação de um Código de Ética Conjunto das Comunicações, englobando todos os setores empresariais e profissionais da área da comunicação, atribuindo condições de fiscalização e julgamento de questões com a participação da sociedade civil.
A FENAJ tem mantido ao longo desses anos uma permanente tensão para que a sociedade tenha à sua disposição uma Lei de Imprensa democrática que a defenda sem ferir, ao mesmo tempo, os preceitos constitucionais de liberdade de imprensa. Ajudou a elaborar o substitutivo apresentado pelo deputado Vilmar Rocha (PFL-GO).
Em 1994, a FENAJ participou das negociações com a sociedade civil para a elaboração da chamada Lei do Cabo. Deste esforço resultou, entre outras conquistas, a criação de seis canais básicos nas operadoras de televisão por assinatura, que abriram mercado de trabalho para milhares de profissionais. Desde 2003 a FENAJ participa no esforço de descriminalização e regulamentação das rádios comunitárias no Ministério das Comunicações. Apoiou também a proposta de criação de um Conselho Federal dos Jornalistas que, assim como a Ordem dos Advogados do Brasil (OAB) ou o Conselho Federal de Medicina, regularia a atuação dos profissionais da área.

### 2000–presente
Em 2009 a FENAJ fez campanha pela manutenção da regulamentação profissional dos jornalistas junto ao Ministério do Trabalho. A medida acabou revogada pelo Supremo Tribunal Federal, mas a FENAJ recebeu o apoio, entre outros, do atual Ministro das Comunicações Hélio Costa e do anterior, o deputado Miro Teixeira (PDT-RJ), além do senador João Pedro (PT-AM) e da OAB e da Associação Brasileira de Imprensa (ABI). Dentre os opositores da FENAJ nesta campanha estão as Organizações Globo e a Associação Nacional de Jornais (ANJ). Em novembro de 2019, a FENAJ divulgou que o presidente Jair Bolsonaro já acumulava 99 ataques à imprensa do Brasil (ver Controvérsias envolvendo Jair Bolsonaro).
Em março de 2022, a FENAJ divulgou uma nota oficial na qual dizia que a "Wikipédia não tem legitimidade para tachar veículos de mídia", após essa enciclopédia ter categorizado certos conteúdos jornalísticos como fontes não confiáveis.